# Mysto Dysto
Mysto Dysto was een van de eerste heavy/speedmetal-bands uit Nederland. De band werd in Emmen, 1982 geformeerd door Luit de Jong. In 1987 zijn ze qua bandnaam veranderd in Mandator.

## Biografie

### Beginjaren
De naam werd afgeleid van een distortion-pedaal, genaamd Loco Box, dat toentertijd slechte recensies ontving in een varia aan muziekgeoriënteerde tijdschriften in 1981. Het geluid van dit pedaal werd verrot genoemd en de kwaliteit slecht. De band zelf bestond uit vrienden die elkaar kenden van de havo school.
In 1982 maakte Luit kennis met drummer Claus van den Berg en bassist Han Koops. De band oefende elke zaterdag in Het Pakhuis, te Coevorden. Na een optreden in januari 1983 ontmoetten ze Marcel Verdurmen. Hij speelde toentertijd gitaar bij heavy metalformatie Vault, een band die tevens uit Emmen kwam. Marcel werd gevraagd door Luit om zich bij Mysto Dysto aan te sluiten als nieuwe gitarist. Hier stemde hij mee in. Twee maanden later verlaat Han Koops de band en Mysto Dysto werd een trio. In deze periode tijdens live optredens wisselde de basgitaar vaak tussen Luit en Marcel. In de lente van 1983 namen ze vier nummers op bij Plahadima Studios in Heerlen.
Tijdens de zomervakantie van 1983 ontmoette de band Eric van der Heide, die toentertijd de zanger van een rockband was. Omdat Eric meer interesse had in metal, besloot hij om zich aan te sluiten als nieuwe zanger van Mysto Dysto. Met deze bezetting nam de band hun eerste demo op, genaamd Heavy Guys Don't Look Back in 1984. Ondanks dat de kwaliteit van de opnames matig waren, werd de demo relatief succesvol verkocht. Kort na deze demo namen ze een tweede demo op, zonder titel. Deze demo bevatte twee nummers. Deze demo gaf de band meer succes in de metal-scene, waardoor ze meer optredens konden doen verspreid over het land.
Ondertussen waren de bandleden niet tevreden met zanger Eric, dit omdat hij té druk was met andere dingen. Dit leidde tot het feit dat Eric uiteindelijk de band verliet. De overige bandleden vonden een geschikt persoon in toekomstig zanger Peter Meijering.

### Meer succes
Na veel aandringen van de fans besloot de band een zelf-gefinancierde LP uit te brengen in 1986,  genaamd The Rules Have Been Disturbed. Dit in gelimiteerde oplagen van 500 stuks. Deze plaat wordt hedendaags beschouwd als een zeer zeldzaam object en een collector's item onder de metalliefhebbers. Het werd opgenomen in één week tijd en het werd gepresenteerd op 7 februari 1986. Er volgden allerlei positieve recensies in meerdere muziektijdschriften. Ook trad de band meer dan ooit op, in heel Nederland. Ondanks dit succes kon de band het niet voor elkaar krijgen iemand te vinden die hun wilde contracteren voor een opvolgend album.
In 1987 volgde een demo, genaamd No AIDS In Hell. Deze demo was zeer populair bij toenmalig heavy metal / hardrock radioprogramma Vara's Vuurwerk, gepresenteerd door Henk Westbroek. Daarna behaalde de demo tevens de eerste plaats in de top-50 bij Vara's Vuurwerk voor een lange periode. Ook ontving deze demo een goede recensie in het muziektijdschrift Aardschrok.

### Naamsverandering
Tijdens een aantal optredens wekte Mysto Dysto de interesse van een Duits metalplatenlabel genaamd Disaster Records die hun een contract aanbood. Voorwaarde voor het contract was om van bandnaam te veranderen. Dit omdat Mysto Dysto volgens de labeleigenaar niet goed ontvangen zal worden in onder andere Duitsland. Op dat moment deed de band een korte enquête onder haar fans om een geschikte bandnaam te vinden. Dit resulteerde in de naam Mandator. Onder deze naam werden er uiteindelijk nog twee albums en een demo geproduceerd.

### Heruitgave
In 2006 werd er door Rusty Cage Records een heruitgave op CD gemaakt van Mysto Dysto's debuut LP The Rules Have Been Disturbed. Dit in oplages van 2000 stuks. De opnames zijn geremasterd en de CD bevat tevens als bonus 2 nummers van de No AIDS In Hell demo.

## Bandleden
Laatst bekende lineup
- Peter Meijering (zang)
- Luit De Jong (basgitaar, gitaar)
- Claus Van Den Berg (drums)
- Marcel Verdurmen (basgitaar, gitaar)

Oud leden
- Han Koops (basgitaar)
- Eric van der Heide (zang)

## Discografie
Albums
- 1986 - The Rules Have Been Disturbed

Demo's
- 1984 - Heavy Guys Don't Look Back
- 1984 - -Geen Titel-
- 1987 - No AIDS In Hell